# Prefectura Niigata
Prefectura Niigata (新潟県 Niigata-ken?) este una din prefecturile din Japonia.

## Geografie

Harta prefecturii Niigata

### Municipii
Prefectura cuprinde 20 localități cu statut de municipiu (市):
| - Agano - Gosen - Itoigawa - Jōetsu - Kamo | - Kashiwazaki - Minamiuonuma - Mitsuke - Murakami - Myōkō | - Nagaoka - Niigata (capital) - Ojiya - Sado - Sanjō | - Shibata - Tainai - Tōkamachi - Tsubame - Uonuma |

### Orașe
- Aga (阿賀)
- Izumo-zaki (出雲崎)
- Seirō (聖籠)
- Tagami (田上)
- Tsunan (津南)
- Yuzawa (湯沢)

### Sate
- Awashima-Ura (粟島浦)
- Kariwa (刈羽)
- Sekikawa (関川)
- Yahiko (弥彦)

1. ↑  Keisan Online Calculator